# 394 î.Hr.
Anul 394 î.Hr. (CCCXCIV î.Hr.) a fost un an obișnuit al calendarului iulian.

## Evenimente
- Bătălia de la Nemea. Bătălie în cadrul Războiului corintian (395-387 î.Hr.) din Grecia.